# Camponotus emarginatus
Camponotus emarginatus är en myrart som beskrevs av Carlo Emery 1886. Camponotus emarginatus ingår i släktet hästmyror, och familjen myror. Inga underarter finns listade.